# Гевгелийски говор
Гевгелийският говор е български диалект от крайната югозападна група югозападни говори. Говори се в района на град Гевгели. На изток граничи с дойранския говор.
Македонската диалектология го систематизира като част от солунско-воденския диалект на т. нар. македонски език.